# 松筠
松筠（穆麟德轉寫：sungyūn，1752年—1835年），號湘浦，一說晚號百二老人，瑪拉特氏，蒙古正藍旗人，清朝名臣。歷乾隆、嘉慶、道光三朝共五十二年。

## 生平
筆帖式出身、歷任內閣學士、內務府大臣、嘉慶十四年兩江總督、兩廣總督、協辦大學士、東閣大學士、武英殿大學士、吏、戶、禮、兵、工五部尚書，三度在軍機處上行走。松筠半生在邊疆地區度過，出任庫倫辦事大臣、駐藏辦事大臣、陝甘總督、伊犁將軍，對當地的貿易、吏治、水利、農業頗有貢獻，邊功卓著，惟性情鯁直，不隨時俯仰，仕途屢起屢蹶，曾於嘉慶兵部大印丟失案被大貶，多次遭褫職，晚年益多挫折。嘉慶二十一年（1816），出任鑲藍旗滿洲都統。嘉慶二十四年（1819），任正紅旗滿洲都統。道光六年（1826），任鑲白旗滿洲都統，后转正藍旗滿洲都統。道光十年（1830年），任正黃旗滿洲都統。道光十五年，松筠卒，諡文清。
松筠的學術造詣頗高，著有《綏服紀略》、《西招紀行詩》、《西招圖略》、《古品節錄》等著作，並主持纂修《新疆識略》十二卷、《西陲總統事略》十二卷。《衛藏通志》一書，亦有學者認爲是松筠任駐藏大臣時所作。滿文著作則有《百二老人語錄》八卷。藝術成就則以書法為最，擅長寫大虎字，時人甚至認為其字可以辟邪。“居家好理学，程、朱之书，终日未尝离手”（据昭梿《啸亭杂录》）。
在乾隆晚年軍機大臣任內，曾經奉乾隆皇帝之命，送乾隆五十八年來華的英國特使團歸國，據正使馬加爾尼的描述，他對於這次特使團提出的七點商貿要求未果非常同情，他是贊成的，並認為這樣有助於兩國的交流與了解。
葬於松王墳。

## 家庭
- 太高祖達爾密砥。
- 高祖巴彥。
- 曾祖五十九。
- 祖父舒勒赫。
- 父班達爾什。
- 妻察哈爾氏。
- 子敬慎公熙昌，刑、工两部侍郎，署热河都统兼护军统领。
  - 孙女瑪拉特氏，嫁宗室榮祥（父镶蓝旗宗室玉福，祖父吏部尚書勤僖公宗室琳寧，先祖莊親王舒爾哈齊）。
  - 孙女瑪拉特氏，继配嫁宗室祥昌（高祖裕親王廣寧 (裕親王)）。
- 子熙慶。
- 子熙綸。妻碧魯氏（父镶白旗满洲、陜西布政使岳龄安，胞兄伊绵阿）；熙綸和礼部尚书富察贵庆之侄宗室常璧乃连襟。此支镶白旗碧鲁氏晚清有和硕睿悫亲王德长嫡福晋，镶黄旗蒙古、同治戊辰进士、吏部尚书锡珍(文绣的祖父)的夫人，正蓝旗满洲、同治乙丑进士福臣之妻，郡王衔多罗贝勒載洵嫡夫人，和硕恭賢亲王溥伟嫡福晋。
  - 孙儿文琇。妻爱新觉罗氏（父觉罗奎棟，先祖覺羅包朗阿）、瓜尔佳氏（其父满洲正红旗、刑部侍郎、驻藏大臣斌良，胞叔文华殿大学士、文端公桂良，祖父闽浙总督、福州将军玉德）。其子光緒壬午科舉人麟祜，妻觉罗氏（先祖景祖翼皇帝覺昌安）。女瑪拉特氏，嫁镶黄旗满洲富察氏豫涵（父江南河道總督庚長，胞叔閩浙總督兼署福州將軍慶端，曾祖文定公托津）。女瑪拉特氏，嫁宗室毓泉（祖父道光癸卯科舉人宗室載宜，高祖貝子綿溥，先祖理恪郡王弘㬙）。
  - 孙儿塔思哈。
  - 孙女瑪拉特氏，嫁正紅旗蒙古、咸丰十一年（1861）辛酉科舉人、同治四年（1865）乙丑科三甲進士薩爾圖氏百勤（字鐡巖，1835-？，属正紅旗蒙古姓满洲旗人，姓氏载《八旗满洲氏族通谱》卷67；父尚保，祖父常泰，曾祖善福，家族先辈参见褚庫），时隶正紅旗蒙古玉祥佐領下，工部員外郎，賞戴藍翎；百勤在京师参加正蓝旗汉军进士胡俊章主持的“绚秋诗社”，其诗作录入胡俊章辑《春明诗课汇选》。
  - 孙女瑪拉特氏，嫁徵厚。

## 延伸阅读
[在维基数据编辑]
 《清史稿·卷342》，出自趙爾巽《清史稿》